# Доисторическая Австрия

## Нижний палеолит
Первые гоминиды — представители вида Homo erectus — появились в Европе лишь около 700 тыс. лет назад. Связанные с ними находки обнаружены, в частности, на территории соседней с Австрией Венгрии.

## Средний палеолит
Во время последнего ледникового периода Альпы были покрыты глетчерами и большей частью недоступны для людей. Древнейшие следы гоминид на территории Австрии относятся ко временам среднего палеолита, когда на территории Европы обитали неандертальцы. Следы деятельности неандертальцев, датируемые возрастом около 70 тыс. лет назад, обнаружены в пещере Гуденус на северо-западе Нижней Австрии.

## Верхний палеолит

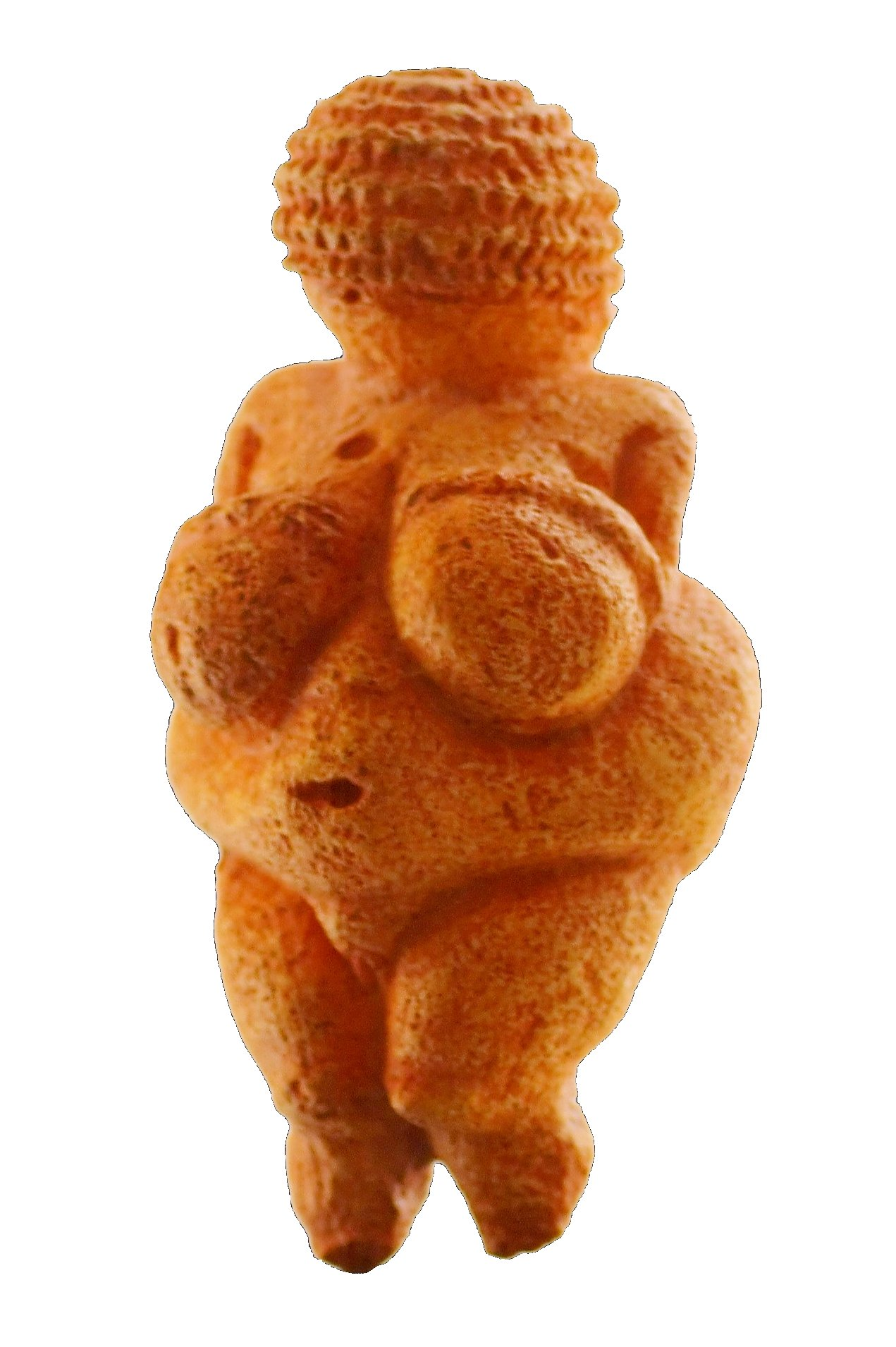
Венера Виллендорфская, одна из «палеолитических Венер». Около 25000 л. до н. э.

В той же Нижней Австрии сделано множество находок, относящихся к верхнему палеолиту, из которых наиболее известны находки в Вахау. К верхнему палеолиту относятся два произведения первобытного искусства: «Венера Гальгенбергская» из Штратцинга/Кремс-Реберга (32 000 лет назад, рельефная пластика, 7,2 см, амфиболит-шифер) и Венера Виллендорфская (26 000 лет назад, 11 см, известняк).
Обнаруженные в деревне Вахтберг близ города Кремс-на-Дунае в 2005 году захоронения трёх младенцев вида Homo sapiens, в том числе захоронение двух младенцев-близнецов, укрытых плечевой костью мамонта, на позднепалеолитической стоянке Кремс-Вахтберг граветтской культуры возрастом около 27 тыс. лет (радиоуглеродная датировка) являются древнейшими известными человеческими захоронениями в Австрии. Младенцы мужского пола из двойной могилы являются самым ранним зарегистрированным случаем монозиготных близнецов, в то время как индивидуум из одиночной могилы был их родственником-мужчиной 3-й степени. Все они входят в кластер Вестонице (Věstonice cluster). У образцов Krems1_1 (I2483) и Krems1_2 (I2484) (30,950−31,75 тыс. лет до настоящего времени) определили митохондриальную гаплогруппу U5 и Y-хромосомную гаплогруппу I, у образца Krems WA3 определена митохондриальная гаплогруппа U5.

## Мезолит
Мезолит — переходный период от охоты и собирательства к оседлому земледелию — представлен на территории Австрии немногочисленными находками: орудия из области Бодензее и долины Рейна, погребение в Эльсбетене, микролиты.

## Неолит
В эпоху неолита постепенно были заселены все регионы Австрии, где имелась возможность для ведения земледелия или в которых имелось в наличии сырьё. Древнейшее на сегодняшний день земледельческое поселение археологи обнаружили в Брун-ам-Гебирге, оно относилось к культуре линейно-ленточной керамики. Древнейшая каменоломня для добычи роговика, обнаруженная на вершине Мауэр-Антонсхёэ в Вене, также относится к этому времени. У представителя культуры линейно-ленточной керамики Klein7 (ранний неолит, 7244—7000 лет до настоящего времени) из Клайнхадерсдорфа определили митохондриальную гаплогруппу W1-119.
В последующий период отмечается высокая плотность поселений лендьелской культуры, во времена которой в Нижней Австрии были сооружены несколько известных кольцевых канав.
См. также:
- Железовская культура
- Культура накольчатой керамики

## Медный век
Древнейшие медные предметы происходят из Среднедунайской низменности, в частности, клад из Штольхофа (коммуна Хоэ-Ванд, Нижняя Австрия). На востоке Австрии в это время распространены высокогорные поселения. В медном веке в поисках сырья, в особенности меди, были освоены также и внутриальпийские регионы. Важной находкой является мумия Эци — хорошо сохранившиеся в альпийских ледниках останки человека, жившего около 3300 г. до н. э. Люди культуры Мондзее жили в свайных постройках на альпийских озёрах; эта культура была уничтожена озёрным цунами вследствие землетрясения.

## Бронзовый век
С начала бронзового века всё чаще возникают укреплённые стены, которые служат не только как символ власти, но и для защиты основных центров переработки меди и олова. Процветающая торговля сырьём и полуфабрикатами отразилась в оформлении погребений (Питтен, Францхаузен, Нижняя Австрия). Во времена культуры полей погребальных урн началась добыча соли к северу от Гальштата.
См. также:
- культура полей погребальных урн
- унетицкая культура
- культура Лауген-Мелаун

## Железный век
Железный век на территории Австрии характеризуется влиянием средиземноморских цивилизаций, а также народов, пришедших из восточноевропейских степей. Происходит переход от гальштатской к более поздней латенской культуре, где преобладал кельтский элемент, но которая также включала в зону своего влияния фракийцев.

### Гальштатская культура

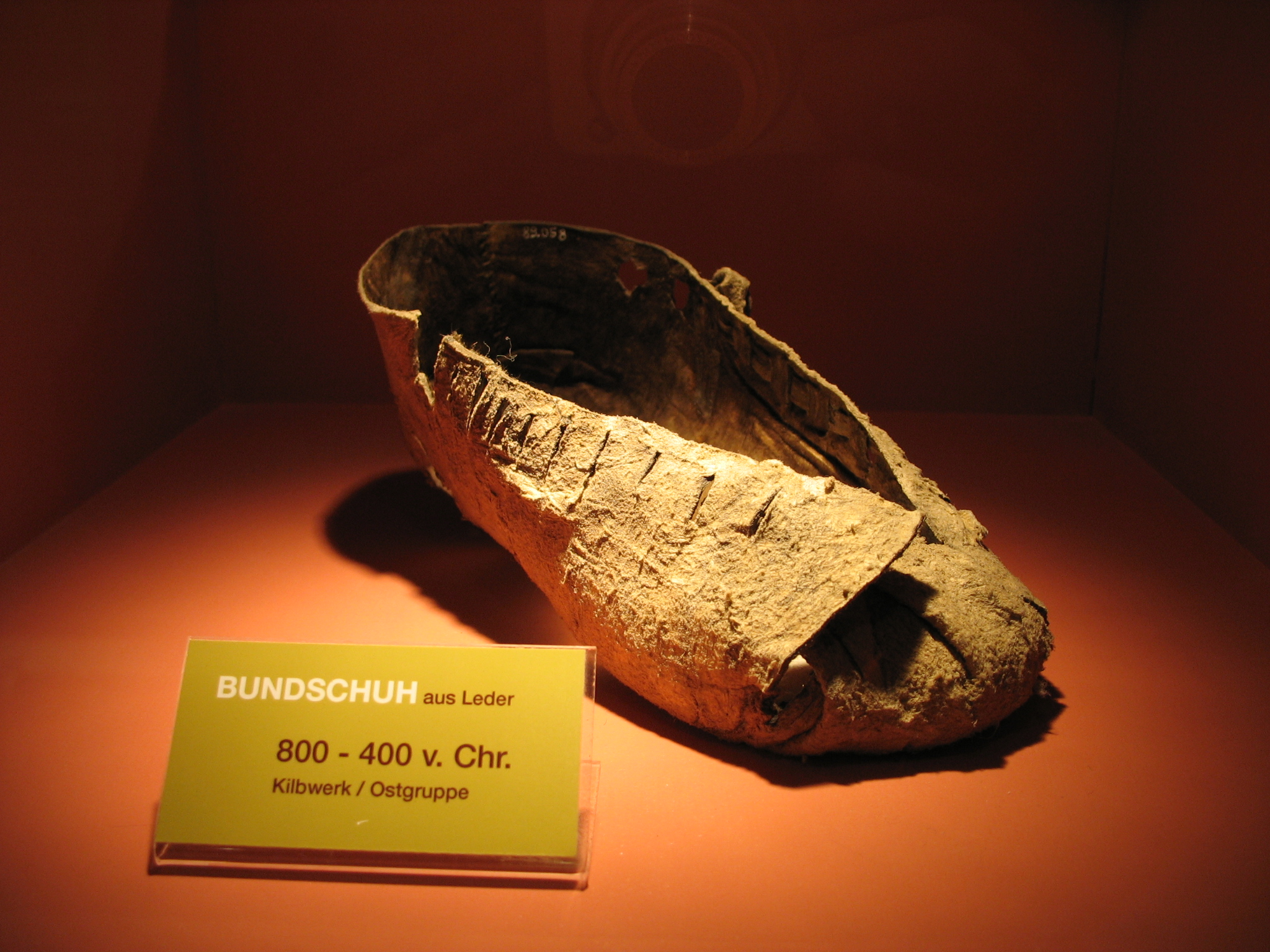
Кожаная обувь гальштатской культуры, 800—400 гг. до н. э.

Древнейший период железного века на большей части Европы назван по знаменитому месту находок в Австрии Гальштат в Верхней Австрии. В составе гальштатской культуры доминировали кельты и иллирийцы.
Западный и восточный круги гальштатской культуры разделяются течением рек Энс, Ибс и Инн. Западный гальштатский круг поддерживал контакты с греческими колониями на побережье Лигурии. В Альпах гальштатская культура контактировала с этрусками и рядом других культур, находившихся под греческим влиянием. Восточный гальштатский круг поддерживал связи со степными народами, проживавшими в регионе от Карпат и до южнорусских степей.
Одним из основных товаров гальштатской культуры была соль, имевшаяся в изобилии на её землях. В гальштатских захоронениях обнаружены импортные предметы роскоши, происходившие из регионов от Северного и Балтийского морей до Африки. Древнейший образец вина на территории Австрии был найден в курганном захоронении в Цагерсдорфе (Бургенланд). Памятником религиозного искусства является найденная в Штирии Штретвегская культовая повозка.

### Латенская культура
В поздний железный век доминирует латенская культура. В отличие от гальштатской, в неё уже не входят иллирийцы, зато в её сферу влияния попадают балканские народы к востоку от Австрии — фракийцы, даки и геты. Из кельтов в неё входили далеко не все кельтские народы, а только носители Р-кельтских языков.
Впервые становятся известными (в основном из римских и греческих источников) названия народов этой эпохи. В это время на юге и востоке современной Австрии возникает первое государственное образование Норик, объединявший несколько разных кельтских племён во главе с нориками. Запад Австрии был населён ретскими племенами, близкими по происхождению к этрускам (археологическая культура Фритценс-Санцено).
Кельтскими соляными метрополиями становятся Дюррнберг и Халлайн (ныне федеральная земля Зальцбург). На востоке Австрии процветает добыча железа в Оберпуллендорфе (Бургенланд), откуда римляне получали столь ценное для них норикское железо. Центрами общественной жизни становятся укреплённые поселения на высотах (оппидумы), как, например, на горе Магдаленсберг (Каринтия), у Шварценбаха или на горе Браунсберг близ Хайнбурга-на-Дунае (невдалеке от будущего римского города Карнунт).